# Chokkarabande, Bangarapet
Chokkarabande là một làng thuộc tehsil Bangarapet, huyện Kolar, bang Karnataka, Ấn Độ.